# Willian Thiego de Jesus
Willian Thiego de Jesus, auch bekannt als Willian Thiego oder einfach Thiego, (* 22. Juli 1986 in Aracaju; † 28. November 2016 bei La Unión, Kolumbien) war ein brasilianischer Fußballspieler. Er fiel dem Absturz des LaMia-Flugs 2933 zum Opfer.

## Karriere
Willian Thiego machte 2006 seine ersten Schritte im Erwachsenenbereich bei CS Sergipe, wo er auch in der Jugend spielte. Anschließend zog er zu Grêmio Porto Alegre weiter, wo der Abwehrspieler bis 2012 unter Vertrag stand. Dabei konnte er sich nicht dauerhaft als Stammspieler durchsetzen und war zeitweise an Kyōto Sanga in der J1 League, EC Bahia und Ceará SC verliehen. 2013 ging er zu Figueirense FC in die Série B. 2014 wechselte er ins Ausland und verbrachte ein Jahr beim FK Xəzər Lənkəran in Aserbaidschan. Anschließend kehrte er nach Brasilien zurück und unterzeichnete einen Vertrag bei Chapecoense. Anfangs stand er im Schatten von Rafael Ramos de Lima, den er jedoch im Zeitverlauf als Stammspieler in der Innenverteidigung verdrängte. 
Mit Chapecoense erreichte Willian Thiego das Endspiel um die Copa Sudamericana 2016 gegen den kolumbianischen Klub Atlético Nacional. Bei der Anreise via Charterflug zum Flughafen Rionegro verunglückte das Flugzeug aufgrund Treibstoffmangels, 71 der 77 Insassen kamen dabei ums Leben. Willian Thiego gehörte zu den 19 Spielern des Klubs, die ebenso wie Vereinsoffizielle und weitere Passagiere ums Leben kamen. Posthum wurde die Mannschaft zum Sieger des Wettbewerbs ernannt.

## Erfolge
Grêmio
- Staatsmeisterschaft von Rio Grande do Sul: 2007

Chapecoense
- Copa Sudamericana: 2016 (posthum)